# Sadegh Ahangaran
Mohamad Sadegh Ahangaran (persan : محمد صادق آهنگران , romanisé :  Muḥamad Ṣādiq Ahangāran ; né le 2 février 1957 apr. J.-C. /1336 AH à Dezful ), communément appelé Haj Sadegh Ahangaran ou simplement Ahangaran,,, est un Dhikr iranien (auteur-compositeur-interprète islamique), ancien soldat de la guerre Iran-Irak et membre dirigeant du Comité de la révolution islamique.

## Biographie
Le prénom complet d'Ahangaran est Muhamad Sadiq, son nom de famille précédent ayant été Ahangari. De plus, alors qu'il a été élevé à Ahwaz, il est originaire de la ville de Dezful,. Ahangaran a embarqué son Maddahi depuis son adolescence en chantant (religieusement/avec tristesse) dans les Hay'ats qui sont des fondations religieuses organisant des cérémonies de deuil. Il s'est marié quand il avait 23 ans. Sa progéniture comprend trois fils et une fille. 
Sadegh Ahangaran avait l'habitude de réciter des supplications de prière (entre Salah), Du'a Kumayl, et aussi de chanter (religieusement / tristement) à Sineh-Zani en plus de chanter pendant les opérations - dans la guerre Iran-Irak. Son premier Noha qui a été montré en direct à la télévision, était appelé "Ey Shahidan Beh Khoon-Ghaltaneh Khuzestan Durood" basé sur un poème à l'origine par Habibullah Moalemi, Ahangaran l'a récité à Jamaran en présence de Sayyid Rouhollah Khomeini, qui était diffusé plusieurs fois à la télévision iranienne,.